# Lijst van rijksmonumenten in Leidschendam-Voorburg
De gemeente Leidschendam-Voorburg telt 121 inschrijvingen in het rijksmonumentenregister. 

## Leidschendam
De plaats Leidschendam telt 45 inschrijvingen, zie Lijst van rijksmonumenten in Leidschendam. De voormalige gemeentes Veur en Stompwijk (incl. Wilsveen) zijn in het Rijksmonumentenregister niet als aparte plaatsen opgenomen maar vallen onder Leidschendam.

## Voorburg
De plaats Voorburg telt 76 inschrijvingen, zie Lijst van rijksmonumenten in Voorburg.
Alblasserdam ·
Albrandswaard ·
Alphen aan den Rijn ·
Barendrecht ·
Bodegraven-Reeuwijk ·
Capelle aan den IJssel ·
Delft ·
Den Haag ·
Dordrecht ·
Goeree-Overflakkee ·
Gorinchem ·
Gouda ·
Hardinxveld-Giessendam ·
Hendrik-Ido-Ambacht ·
Hillegom ·
Hoeksche Waard‎ ·
Kaag en Braassem ·
Katwijk ·
Krimpen aan den IJssel ·
Krimpenerwaard ·
Lansingerland ·
Leiden ·
Leiderdorp ·
Leidschendam-Voorburg ·
Lisse ·
Maassluis ·
Midden-Delfland ·
Molenlanden ·
Nieuwkoop ·
Nissewaard ·
Noordwijk ·
Oegstgeest ·
Papendrecht ·
Pijnacker-Nootdorp ·
Ridderkerk ·
Rijswijk ·
Rotterdam ·
Schiedam ·
Sliedrecht ·
Teylingen ·
Vlaardingen ·
Voorne aan Zee ·
Voorschoten ·
Waddinxveen ·
Wassenaar ·
Westland ·
Zoetermeer ·
Zoeterwoude ·
Zuidplas ·
Zwijndrecht